# Il mio amore unico
Il mio amore unico è una canzone scritta da Dolcenera, Saverio Lanza, Gian Piero Ameli e Oscar Avogadro e presentata da Dolcenera al Festival di Sanremo 2009.
Il brano, reso disponibile per il download digitale e l'airplay radiofonico a partire dal 18 febbraio 2009 è il primo singolo estratto dall'album Dolcenera nel Paese delle Meraviglie, pubblicato il 20 febbraio.
La canzone fa parte della colonna sonora del film di Federico Moccia, Amore 14.

## Descrizione
Il mio amore unico è un brano con sonorità pop-rock elettroniche ed internazionali. Per la prima volta, Dolcenera si presenta sensuale ed ammiccante, raccontando la storia di un triangolo d'amore, al cui vertice si trova un uomo che, nell'immaginario di Dolcenera, assomiglia nell'aspetto all'indimenticato leader dei Nirvana, Kurt Cobain. Dolcenera aggiunge che questo brano è anche la storia di un amore definito "totalizzante".
È stato frequentemente trasmesso in radio, raggiungendo la posizione numero 1 dell'airplay.

## Tracce
1. Il mio amore unico – 3:45 (Dolcenera, Saverio Lanza, Gian Piero Ameli, Oscar Avogadro)

## Il brano a Sanremo
Il brano è stato presentato in gara al Festival di Sanremo 2009. Data come principale favorita per la vittoria del festival alla vigilia dell'inizio della manifestazione, Dolcenera presenta il proprio brano sul teatro Ariston durante la prima serata, il 17 febbraio, superando il primo turno della gara, nonché il secondo del giorno successivo, il 18. Durante la quarta serata del festival, il 20, Dolcenera si esibisce nuovamente in Il mio amore unico, duettando con la cantante romana Syria. Tuttavia Dolcenera, non si classifica fra le prime dieci posizioni che hanno accesso alla serata finale e viene eliminata definitivamente.
La canzone è inclusa nella compilation del festival, intitolata semplicemente Sanremo 2009.

## Cover e altre versioni

### Cover
- Nel 2009 la canzone, appositamente adattata in lingua spagnola, è stata reinterpretata dalla cantante messicana Alejandra Guzmán. Questa versione del brano, dal titolo Único (Il mio amore unico), è stata inserita all'interno dell'album Único della cantante, anch'esso pubblicato nel 2009.[7]

### Altre versioni
- Nel 2009, è stata pubblicata in Inghilterra una versione remix del brano, realizzata dai RESET! e intitolata Il mio amore unico (RESET! "Sconvolgermi!" RMX).[8]
- La canzone è stata eseguita dal vivo da Dolcenera nel corso del concerto Amiche per l'Abruzzo, tenutosi il 21 giugno 2009 allo stadio San Siro di Milano, al fine di raccogliere fondi per le popolazioni colpite dal sisma del 6 aprile; l'esibizione è stata poi inclusa nel DVD relativo alla manifestazione, intitolato proprio Amiche per l'Abruzzo e la cui pubblicazione è avvenuta il 22 giugno 2010.[9]

## Il videoclip
Il video musicale di Il mio amore unico è stato girato nella città di Verona il 14 e il 15 febbraio, ed è stato reso disponibile il 2 marzo in anteprima su MTV. Il video mostra Dolcenera in un look inedito ed alle prese con un'inusuale coreografia, ed è stato diretto dal regista Gaetano Morbioli.

## Riconoscimenti
- 2009: Premio Lunezia per Sanremo al valore musical-letterario della canzone.[10]

## Classifiche e riscontro commerciale
Con 10 settimane di presenza in Top 20, tre delle quali al quarto posto, il singolo è risultato il brano di maggior successo pubblicato da Dolcenera, sia in termini di massima posizione raggiunta, sia per il numero di settimane di permanenza anche se in termini di vendite il più venduto risulterà Ci vediamo a casa. Riguardo alle vendite in digitale, ammontano a 50 000 copie, aggiudicandosi un disco di platino.
Notevole è stato anche il successo radiofonico: il brano è stato per 3 settimane consecutive il più trasmesso dalle radio italiane..

### Posizioni massime
| Classifica (2009) | Posizione massima |
| ----------------- | ----------------- |
| EuroHits200       | 30                |
| Italia            | 5                 |

### Classifiche di fine anno
| Classifica (2009) | Posizione massima |
| ----------------- | ----------------- |
| Italia            | 40                |

### Andamento nella classifica italiana
| Posizione | 4 | 4 | 8 | 10 | 14 | 13 | 10 | 10 | 12 | 17 | 19 | 20 | 10 | 14 | 18 | 12 | 9 | 4 | 8 | 10 | 12 | 20 | 22 | 24 |